# جون كاميرون (سياسي كندي)
جون كاميرون هو سياسي كندي، ولد في 1778، وتوفي في 7 أغسطس 1829. انتخب عضو برلمان كندا العليا.